# روكيت ليغ
روكيت ليغ (بالإنجليزية: Rocket League) هي لعبة كرة قدم للسيارات طُوِّرت ونُشِرَت بواسطة شركة بسايونيكس، أُصْدِرت على منصات ويندوز وبلاي ستيشن، في 7 يوليو 2015م، وعلى منصات إكس بوكس ون، ماك أو أس، لينكس، ونينتندو سويتش في عام 2018م.
وفي يونيو 2016م بدأت 505 غيمز بتوزيع التجزئة المادية لإصدارات بلاي ستيشن 4 وإصدار بلاي ستيشن 5 وإكس بوكس ون، ثم تولَّى وارنر برذرز إنتر آكتيف إنترتيمنت تلك الأعمال بنهاية عام 2017م.
اللعبة تعتمد على أربعة لاعبين (كل فريق يتكون من شخصين) يقومون بإحراز أهداف بواسطة سياراتهم ويحصلون على النقاط لتحقيق الفوز وهذا يضمن اللعب على النمط الفردي، كما أن اللعبة متعددة المنصات فهي تحتوي على النمط الجماعي، بالإضافة إلى ملعب كرة القدم، وفي وقت لاحق، قام المطورون بإضافة أنماط وساحات جديدة كملعب الهوكي وكرة السلة.
اللعبة مستوحاة من «سوبر سونيك اكروباتيك باوريد باتل كارز» وهي لُعْبَة من إنتاج نفس الشركة سنة 2008م، والتي تعمل بنظام بلاي ستيشن 3 وقد طورت وعدلت صيغتها وحركاتها لتحسين أسلوب اللعب، وتوجد مسابقة سنوية خاصة بها ابتدأت من عام 2016م من إنتاج بسايونيكس وهي لازالت قائمة إلى يومنا هذا، وقد أشادت روكيت ليغ لتحسين أداء لعبها، والجرافيك أيضا، والعرض التقديمي العام بالرغم من بعض الانتقادات كانت قد وجهت نحو التحريك الفيزيائي، وحصلت اللعبة على جوائز لأفضل صناعة، كما حصدت أربعين مليون لاعب في بداية 2018م، اعتمدت روكيت ليغ كلعبة للرياضات الإلكترونية مع مشاركة لاعبين محترفين عن طريق «إي إس أل» و«ماجور ليغ جيمينج»، إلى جانب استضافة بسايونيكس. هذه المسابقات الخاصة كلها سميت ب«سلسلة بطولات روكيت ليغ».

## أسلوب اللعب

لقطة شاشة من اللعبة حيث توجد شاحنة خضراء تضرب الكرة عاليا

هي مزيج عالي القوة من فئة ألعاب كرة القدم على نمط الصالات وألعاب فوضى السيارات مع أدوات تحكم سلسة وسهلة الفهم، ومنافسات تعتمد على قواعد الفيزياء.
تبدأ اللعبة حيث أنه يوجد خياران، فردي أو جماعي، ثم يبدأ العد التنازلي لإطلاق السيارات، على السيارة أن تحصل على الكرة وترميها نحو الهدف.
وعليها الدفاع عن نفسها ومهاجمة الذي معه الكرة، تشبه هذه اللعبة سيارات التحطيم.
يمكنها أيضا القفز أثناء طيران الكرة لتضربها وتسجل هدفا (ذلك في حال كانت قريبا من المرمى) ويمكنها إطلاق صاروخ من المحرك لزيادة السرعة القيادة والقفز أيضا، ويمكنها تدمير الشاحنات الخصمة (التي سوف تعود لحالها بعد ثوان) وحتى يمكن للشاحنة أن تتشقلب.
تمتد وقت المباريات حوالي 5 دقائق مع الموت المفاجئ في الوقت الإضافي، إذا ارتبطت اللعبة بتلك النقطة، يمكن اللاعبين أن يتعددوا من واحد-مقابل-واحد إلى أربعة-مقابل-أربعة وتكون الموسيقى إما منظمة أو عشوائية.
سيكتمل خادم اللعبة في نمط الاونلاين، وسيتنافس اللاعبون في مختلف المستويات المتدرجة مع مواسم اللعبة، في كل انتصار أو خسارة يتم رفع أو خفض رتبة اللاعب فيها، على التوالي.
تتضمن اللعبة خادم نمط اللعب الفردي، بمنافسة اللاعب مع تحكمه حاسوبيا (بالحاسوب)، وفي تحديث ديسمبر 2016م، عرضت اللعبة «نمط التدريب» المتسلسلة والتي كانت قد أنشئت من قبل اللاعبين واشتركت مع نفس المنصات، حيث يقدر اللاعبون فيها تحديد مسار الكرة، ويمكنهم مراوغة خصومهم في الميدان لتطبيق تصويب على الهدف المحدد.

نمط ال"هوبز" خاص بكرة السلة حيث يحتوي على ملعب كرة السلة وكرتها.

بعد أشهر قامت شركة بسايونيكس بإطلاق تحديث جديد يحتوي على نمط يلقب ب«موتاتورس»، وفيها تعديلات جانبية في كيفية اللعب كانخفاض الجاذبية، بالإضافة إلى ألوان الكرة وسرعتها، وفي الموسم هولي داي لعام 2015م، أضافت الشركة نمط الهوكي الجليدي (يدعى «اليوم المثلج»).
حيث يقدر المستخدم اللعب في حلبة جليدية، كما أضيفت تعديلات للكرة وتحولت إلى قرص الهوكي مع تفاعلات فيزيائية، واستمر النمط لأسابيع بعد آخر تحديث، حتى أضيف إلى الإعدادات الافتراضية في 10 فبراير 2016م.
وفي 26 أبريل 2016م، أضيف نمط جديد يدعى «هوبز» (Hoops) ، وهو نمط خاص بكرة السلة، وفي يوم 8 سبتمبر 2016م، أضيف نمط الرامبل (Rumble) ، وبعد كل هذه الأنماط أضيف تحديث جديد لقب ب«ستار بايس أيه أر سي» (Starbase ARC) واستوحى اسمه من لعبة الموبايل أيه أر سي سكواردن، أضيف فيها دعم للساحات في منصات ويندوز على ستيم ووركشوب مع محتويات جديدة أخرى.
وفي تحديث مارس لعام 2017م، أضيف نمط جديد للعبة، يدعى دروبشوت (dropshot)، في هذا النمط يمكن للكرة أن تسبب ضررا في حال سددها الخصم نحو الشاحنة، وعند تسجيل الهدف تتضرر ناحية الهدف (أي ناحية الخصم)، وفي سبتمبر 2018م، أضيف الباتل باس سميت بروكيت باس (Rocket Pass) فيها تفتح كل الألوان والرسومات للشاحنة كلما زاد الموسم، مثل لعبة فورتنايت.

## التطوير
طورت بسايونيكس لعبة سوبر سونيك باتل كارز سابقا في عام 2008م، على نظام بلاي ستيشن 3، هذا العنوان بنفسه كان يحمل في مختلف الأنماط، وأتم مؤسس الشركة لعبة «أنريال تورنامنت 2003» بواسطة التوزيع خارجا على أساس كيفية اللعب، وعينت إيبك جيمز (الشركة التي قامت بإنشاء أنريل تورنامنت 2003) شركة «أنريل إنجن» بالفعل في منصب التحريك في نمط جديد يدعى «أونسلاوجت»، لهذا تم تعيين هايجوود (المؤسس) كمقاول من قبل إيبك جيمز للعبة «أونريل تورنامنت 2004»، المتخصص الخاص بالجزء الرسمي من اللعبة، وقام باستخدم تجربته في مقر شركة إيبك لإيجاد بسايونيكس، وعملت بسايونيكس لإيجاد طرق لصنع محرك السيارات (في اللعبة) الخاص ب«أونريل للسباقات» مع بعض من التفاعلات الفيزيائية، تلك أنماط خاصة بالسباقات أو متاهات، لكنها وجدت إضافات كالكرة على الساحة لتدفع بواسطة السيارات (التي تضربها في الحقيقة) لتكون «عراك السيارات».
والمزيد من العمل للنجاح كان بفضل «روكيت باوريد كارز»، لقد كان هذا مجرد تحريكا فيزيائيا بسيطا من الأساس، وقد كانوا قادرين على امتلاك السيارات الطائرة، والتمكن من مضاعفة محيط الساحة لزيادة إمكانيات اللعب، وبعد انتهاء بسايونيكس من تطوير لعبة باتل كارز، تمكنت من اختيار عنوانها في شبكة بلاي ستيشن، مع مساعدة من ماس إفيكت 3 وجيرز أوف وور، وبعد فشلهم في الإتفاق مع إلكترونيك آرتس في عام 2011م للمساعدة، طورت بسايونيكس اللعبة بنفسها بما يقل عن 2 مليون$ في عام 2013م، وقد عينت كوري دايفز كمصمم للعبة.
وقد واجهوا الكثير من المشاكل مع أسلوب اللعب السريع في روكيت ليغ، ولحل هذه المشكلة، اعتمدت اللعبة على المحرك الفيزيائي «بوليت» داخل محرك «فايس إكس» الخاص بـ«أنريل إنجن»، والذي يتبع جميع حركات السيارات وممثلينها، مما يتيح لهم إعادة مزامنة حالة اللعبة بشكل دوري عبر تحديثها استنادًا إلى حالات الفيزيائية المخزنة، والتي مكنت اللاعبين من الحصول على ردود فعل سريعة من عملائهم، في وقت «باتل-كارز»، لم تتمكن بسايونيكس من شراء شبكة خوادم مخصصة واضطرت إلى الاعتماد على المضيفان الفرديان، مما قد يؤدي إلى الأسلوب الرديء مع اتصالات الإنترنت البطيئة، ولكن مع روكيت ليغ، تمكنت بسايونيكس من إصلاح الخادم الشبكي، وكتابة خدماته الخاصة إلى خدمات «سوني» و«فالف» عبر الإنترنت لتمكين اللعب عبر منصات مختلفة، وتحسين خبرتها السابقة في العمل المتعاقد مع الولايات المتحدة الأمريكية.
كانت بسايونيكس قد نظرت في إحدى الأوقات لجعل روكيت ليغ بمثابة لقب «حر» للعب مع المعاملات الدقيقة، مستوحى من نموذجي «تيم فورتريس» و«دوتا 2»، ومع ذلك، فقد بذلوا جهودهم لإنشاء نموذج حر للعب به، وتم اختيار اسم «روكيت ليغ» جزئيًا لتقليل حجم عنوان اللعبة ليتم دمجها بشكل كامل في واجهات المتاجر الرقمية، وأيضًا أن يكون لقبًا أكثر نضجًا من «باتل كارز»، وفقًا لـ«هايجوود» في حديثه عن تطوير روكيت ليغ في مارس 2016م، إفترض ديفيس أن «باتل كارز» كانت.

### الموسيقى

شعار "راديو روكيت ليغ"

في 1 يوليو 2015م، تم الإعلان عن الصوت الأصلي لروكيت ليغ جسديا ورقميا («جسديا» أي بالأشخاص و«رقميا» أي بالكتابة والرسومات)، الذي كان يحتوي على تراكيب أصلية من مصمم موسيقى لبسايونيكس «مايك أولت»، وكانت المساهمات من الموسيقى الألكترونية لفرقة أولت «هوليودي المبدأ»، أضيفت أغان جديدة للعبة مع الإعلان عن وظيفة الخاصة بالتحديثات، منها «شاوس رن ذام» بواسطة «كيفن ريبل»، و«إسكايب فروم لوس أنجلوس» بواسطة «أباندوند كارنيفال» و«مايك أولت»، وريميكس فرقة «هوليودي المبدأ»، و«بريذينج أندووتر» بواسطة «إيثر»، كل هذه الأغاني سوف تدمج لاحقا في حجم ثانية الصوت التي سيفرج عنها في 7 يوليو 2016م، ونشرت «آيام8بيت» ثلاث وسائط لإصدار «فاينيل» الصوتي، أتلف أعلاه صوتان، في أواخر 2016م، وفي الذكرى السنوية الثانية، ضمنت محتوى الحزمة الموسيقية، يضم الإفراج بواسطة «إي دي أم» و«مونستركات»، التسمية لها الإفراج أيضا عن سلسلة الألبومات المستقلة التي تضم الموسيقى قد سميت ب«مونستركات × روكيت ليغ».

### الرياضات الإلكترونية

شعار بطولة "سلسلة بطولات روكيت ليغ" الرسمي

لاحظت بسايونيكس شعبية مباريات روكيت ليغ على منصة تويتش تي في وغيرها من منصات البث الحي على الإنترنت، وفي فبراير 2016م، قاموا بالتباحث لتعزيز عنصر الرياضة الإلكترونية في اللعبة ، في مارس 2016م، ختمت بسايونيكس أول بطولة لها؛ التي عُقدت مبارياتها النهائية في أغسطس 2016م مع جائزة مالية قدرها 55,000$، وبلغت الإيرادات أكثر من مليون$ من مبيعات الصناديق وعناصر التجميل التي استخدمت للتنافس على مزيد من الصناديق طوال العام، منها إقامة مسابقات المصغرة في ناقلات اللعب الرئيسية ودعم عروض منافسات المجتمع الجاري.
قريبا بعد النشر، ستصبح روكيت ليغ رسميا برعاية الرياضة الإلكترونية، بواسطة انضمامها إلى «إي إس إل»، وفي سبتمبر 2015م، ستعلن عن أول موسم من بطولة روكيت ليغ المحترفة، وقد قامت بالتوقيع على العقد الخاص بالبطولة في أوائل أكتوبر، خارج «ملعب بنك يو إس» في «سمر X جايمز» في جويلية 2017م، وبثت النهائيات في قناة «إسبن3»، وإدعت «أن أر جي» أن هذا أول بث لبطولة، منتصرة على «غيل فايت» في النهائيات، وكانت أول غزوة ل«أن بي سي الرياضية»، في اقتران مع مرحلة الانتقالية إلى جائزة مالية قدرها 100,000$ في البطولة التي كانت تبث عبر مواقع ويب في ثمانية مناطق، من يوليو إلى أغسطس 2017م، وفي سبتمبر 2017م، قاما بسايونيكس وتيسبا بإنشاء البطولة الجماعية، وهي أول بطولة منظمة لتكوين فريق للفوز بجائزة مالية قدرها 50.000$ في المنحات الدراسية، وفي ديسمبر 2017م، نظمت «تورنر الرياضية» عرض الكأس الإلكتروني بقيمة 150.000$ لثماني فرق، وقد بث العرض عبر مواقع تواصل الاجتماعي، مع ثلاث أجزاء من تفاصيل سلسلة العرض مع بعض من مسارات الفرق للكأس، وبعض نتائج المباريات، التي بثت في نفس الشهر.

## النشر

شعار مطور وناشر اللعبة "بسايونيكس"

في فبراير لعام 2014م، تم الإعلان رسميًا عن لعبة «روكيت ليغ» باعتباره تتمة لـ«باتل-كارز»، بناءًا على التأثر بعدم وجود تسويق مع «باتل كارز»، طورت بايسونيكس نهجًا تسويقيًا مختلفًا ل«جامعة روكيت ليغ»، وشمل ذلك الانخراط مع يوتيوب و
«تويتش تي في» ومنشئي ألعاب الفيديو بنسخ إصدارات مبكرة للمساعدة في نشر الكلمات، مع إدراك أن مقاطع اللعبة سيتم مشاركتها بسهولة عبر وسائل التواصل الاجتماعي، كما فتحوا اللعبة للاختبار التجريبي الخاص بألفا وبيتا لعدة أشهر بعد الإعلان عن اللعبة، في نوفمبر لعام 2014م، لاحظ ديفيس أنهم لم ينفقوا أي أموال خلافا على أساليب التسويق التقليدية، وكانوا قد خططوا في الأصل لإطلاق اللعبة، لكنهم أخطأوا في هذا الموعد النهائي لتنفيذ أفضل الخوادم، ومعدلات عالية الإطار، وإزالة العناصر المجانية للعب، وفي 7 يوليو 2015م، تم إصدار اللعبة بشكل علني من أجل بلاي ستيشن 4 ومايكروسوفت ويندوز، واعتبر ديفيس أن هذا مجرد صدفة، لأن نقل اللعبة كان في فترة مزدحمة من العديد من الإصدارات الرئيسية خلال موسم العطلات إلى فترة منتصف العام الهادئ نسبيًا، مما قلل من حجم المنافسة على الألقاب الأخرى، علاوة على ذلك، أصبحت اللعبة التي تم إصدارها جزءًا من مجموعة اللعبة الفورية على بلاي ستيشن 4 ومجانية لمشتركي بلاي ستيشن بلوز؛ خلال الأسبوع، شهدت بسايونيكس أكثر من 183000 لاعبًا فريدًا، متجاوزة سعة الخادم الخاصة بهم التي تطالبهم بتحسين رمز شبكتهم للتعامل مع انتشار اللاعبين، قدّر ديفيس أن هناك 6 ملايين عملية تنزيل للعبة من هذا العرض، واعتبر ذلك أنه «أفضل قرار اتخذوه على الإطلاق».
أعلنت بسايونيكس وإكس بوكس في «ذا غايم أوارد» عام 2015م أنه سيتم نقل اللعبة إلى إكس بوكس ون، وتم إصدارها في 17 فبراير، بما في ذلك جميع حزمات «دي أل سي» السابقة مجانًا، باستثناء حزمة «دي أل سي باك تو ذي فوتور»، الذي يتوفر للشراء بشكل منفصل، وكل العناصر الحصرية لـبلاي ستيشن 4، وفي 8 سبتمبر 2016م، تم إصدار منافذ ماك أو أس ولينكس كنسخة تجريبية، وفي فبراير 2016م، تم الإعلان عن إصدار مجزء من روكيت ليغ، على شكل «كوليكتور إيديشن»، وتم إصداره في أوروبا في 24 يونيو 2016م، وفي أمريكا الشمالية في 5 يوليو 2016م، حاليا يتم نشر وتوزيع إصدار «كوليكتورز» بواسطة 505 جيمز، ويتضمن أول ثلاث مجموعات من المحتويات القابلة للتنزيل مجانًا، بالإضافة إلى أربع سيارات إضافية ستكون متاحة للتنزيل الرقمي في 18 يوليو منها: «أفترشوك» و«مارودر» (كلاهما من «سوبر سونيك أكروباتيك روكيت باوريد باتل كارز»)، وكذلك «إسبر» و«ماسموني»، في أكتوبر لعام 2017م، أعلنت بسايونيكس أن وارنر برذرز سوف تبدأ في نشر إصدار محدث من اللعبة في بلاي ستيشن 4 وإكس بوكس ون، وإضافة لوحات المفاتيح بحلول نهاية ذلك العام، والذي يتضمن محتوى إضافي لكلا الإصدارين.
وفي فبراير 2017م، تم تصحيح إصدار بلاي ستيشن 4 لتقديم دعم من بلاي ستيشن 4 برو، مما يتيح دقة دقة عرض 4 كيلو بكسل وعرض 60 إطارًا في الثانية بدقة 1080 بكسل للمشغلات ذات الشاشة المنقسمة على لاعب بلاعب واحد أو لاعبان؛ وستعرض الشاشة المقسمة بثلاثة وأربعة لاعبين ما يصل إلى 60 إطارًا في الثانية قدر الإمكان، وتم إجراء تحسينات مماثلة في العرض على بلاي ستيشن 4 القياسي لتقترب من 60 إطارًا ثابتًا في الثانية لمعظم الساحات والوضعيات، وبعد مراجعة جدوى القيام بذلك، أعلنت بسايونيكس أنه سيتم إطلاق روكيت ليغ من أجل نينتندو سويتش أيضا، كما تم الكشف عنه خلال مؤتمر نينتندو الصحفي خلال «إي 3» لعام 2017م، الذي قد تم إصداره في وقت لاحق من ذلك العام في 14 نوفمبر، ويتضمن خيارات تفعيل خاصية نينتندو، بما في ذلك يقوم كل من ماريو ولويجي وميترويد بصنع تصميمات للسيارات (في اللعبة)، ويدعم اللعب عبر الأنظمة الأساسية مع أجهزة الكمبيوتر وإصدارات إكس بوكس ون، نظرًا لغياب نينتندو سويتش عن الدعم الطبيعي لـ«أنريل إنجن»، كان لابد من إجراء بعض التنازلات في عملية النقل، مثل تخفيض جودة الرسوميات إلى 720p، على الرغم من الاضطرار للقيام بعمل مخصص لجعل اللعبة تعمل بسلاسة على سويتش، إلا أن جيريمي دنهام من بايسونيكس أعجب بالعمل الذي تم إنجازه قبل الإصدار.
في أوستن، تكساس، قام استوديو «بانيك بوتوم جيمز» بمساعدة بسايونيكس على منافذ إكس بوكس ون ونينتندو سويتش، بإضافة تحديثات الرسومية لدعم بلاي ستيشن 4 برو، وفي أبريل 2017، أعلنت بايسونيكس أنها دخلت في شراكة مع «تينسينت» لجلب نسخة مجانية للعب من روكيت ليغ إلى سوق الألعاب الصيني، مع مستخدمين قادرين على شراء مستحضرات التجميل من خلال المعاملات الصغيرة، وبسبب النمو المستمر لقاعدة لاعبي روكيت ليغ، قال دنهام من بايسونيكس أنهم لا يتوقعون إنشاء أي تكملة للعبة، وبدلاً من ذلك، يتوقعون الاستمرار في إضافة ميزات جديدة للعبة على مدار عدة سنوات، معتبرين ذلك «نافذة الدعم اللانهائي»، وتم إنشاء فريق صغير داخل مقر بسايونيكس لاستكشاف ميزات جديدة وأفكار اللعب لمواصلة توسيع اللعبة، وفي مايو 2019م، أعلنت إيبك جيمز عن استحواذها على بسايونيكس مقابل مبلغ لم يكشف عنه، كانت بسايونيكس تتمتع بعلاقة أطول مع الاستوديو (كان مقرها الأصلي في ولاية كارولينا الشمالية على بعد 12 ميلاً فقط (19 كم) من Epic)، بعد أن عملت معها على أدوات التطوير الخاصة بـ«أنريل إنجن». نتيجة لعملية الشراء، ستتم إضافة اللعبة إلى «إيبك جيمز ستور» بحلول أواخر عام 2019م، لكن بسايونيكس لم تكن واضحة بشأن ما إذا كانت اللعبة ستصبح حصرية للمتجر، وصرحوا إيبك جيمز أنهم لم يعلنوا عن أي خطط لسحب روكيت ليغ من ستيم، في حين ذكر حساب تويتر الخاص باللعبة أنه سيتم الإعلان عن «خطط طويلة الأجل في المستقبل»، وسيكون هناك «دعم مستمر» لأولئك الذين اشتروا اللعبة على ستيم، وأصبحت اللعبة عرضة للمراجعة على ستيم، مما أدى إلى ظهور نظام «نشاط المراجعة خارج الموضوع» الخاص بـستيم، والذي يخفي المراجعات التي لا ترتبط باللعبة.

## جوائز وإستقبال

### إستقبال
| استقبال |                                                    |
| --- | -------------------------------------------------- |
| مجموع النقاط المجموع نقاط ميتاكريتيك (XONE) 87/100 [ 76 ] (PS4) 85/100 [ 77 ] (PC) 86/100 [ 78 ] (NS) 86/100 [ 79 ] نتائج المراجعة نشرة نقاط غيم سبوت 9/10 [ 80 ] آي جي إن 9.3/10 [ 81 ] آي جي إن الشرق الأوسط 8/10 [ 82 ] بي سي غيمر (الولايات المتحدة) 87/100 [ 83 ] بوليغون 9/10 [ 84 ] فيديو غيمر.كوم 7/10 [ 85 ] شاكنيوز 8/10 |                                                    |
| مجموع النقاط |                                                    |
| المجموع | نقاط                                               |
| ميتاكريتيك | (XONE) 87/100 (PS4) 85/100 (PC) 86/100 (NS) 86/100 |
| نتائج المراجعة |                                                    |
| نشرة | نقاط                                               |
| غيم سبوت | 9/10                                               |
| آي جي إن | 9.3/10                                             |
| آي جي إن الشرق الأوسط | 8/10                                               |
| بي سي غيمر (الولايات المتحدة) | 87/100                                             |
| بوليغون | 9/10                                               |
| فيديو غيمر.كوم | 7/10                                               |
| شاكنيوز | 8/10                                               |

طوال سنوات النشر، حصلت روكيت ليغ على إستقبال إيجابي بواسطة نقاد التنقيط الذي قد تم تدريبهم بواسطة وظائف اللعبة لاحقا، ردات الفعل الإيجابية كانت موجهة نحو اللعب الجماعي، والجرافيك والصور، خاصة في المقارنة مع «باتل-كارز»، الإستقبال أشاد اللاعب لتجربة اللعبة لاحقا، أما عن الانتقادات كانت معظمها موجهة في التحريك الفيزيائي للعبة عن طريق الإتفاق حول الموضوع، مع بعض الدفاع عن التحريك.
وقد قامت أوزي ميجا من «شاكنيوز» بتقييم النسخة المكركة، وصرحت بصعوبة إصدار «باتل كارز» على بلاي ستيشن 4 بعدها، وقد إشتركت «فيديو جيمز.كوم» وبلاي ستيشن يونيفيرس على الإستقبال حول أسلوب لعب روكيت ليغ، وقد شارك ستيفن بورن فكرة تسريع الكرة عبر تصريحه:
| روكيت ليغ    | ...الفيزياء، ليس حقا ممتعا رؤية شخص يركل الكرة باستمرار، غالبا ما يشعر وكأنه يطارد بالونا حول أطفال في حفلة، لكن الأطفال في سيارة صاروخية عالية الطاقة ويأخذونها [...]، أتشعر حقا بايسونيكس حقا بالأفضل بصنعها كرة تتحرك ببطء فقط؛ بينما يمكنها الإسراع أكثر كلما زادت قوة الإصطدام. | روكيت ليغ |
| — ستيفن بورن | |           |

### مبيعات
في 11 يوليو 2015م، أعلنت بسايونيكس أن هناك حوالي 120,000 لاعب متزامن في كل من ويندوز وبلاي ستيشن 4، وبحلول نهاية يوليو، تم تنزيل اللعبة أكثر من 5 ملايين مرة، والتي تضم 179000 لاعب متزامن أيضا، صرحت بسايونيكس بأن النجاح السريع الذي حققته روكيت ليغ كان يفوق الكثير من توقعاتهم.
بحلول أغسطس 2015م، أعلنت بسايونيكس أن أكثر من مليون نسخة من اللعبة قد بيعت على ستيم، وبحلول نهاية عام 2015م، تم تنزيل اللعبة أكثر من ثمانية ملايين مرة، وحققت أكثر من 50 مليون دولار، في فبراير 2016م، ذكرت بسايونيكس أن روكيت ليغ قد كسب 70 مليون دولار من العائدات مع بيع ما لا يقل عن أربعة ملايين نسخة، بما في ذلك التنزيلات على نظام بلاي ستيشن ؛ لقد تتالت ما لا يقل عن 12 مليون لاعب فريد من اللعبة، بما في ذلك المشتريات وأثناء عروض اللعب المجانية مثل توفرها على برنامج العضوي «بلاي ستيشن بلوز»، خلال ثلاثة أسابيع من صدوره على إكس بوكس ون، حصلت بسايونيكس ما لا يقل عن مليون لاعب فريد لهذا النظام، بحلول يوليو 2016م، أي بعد مرور عام على إصدارها، سجلت بسايونيكس أكثر من 6.2 مليون مبيعات للعبة عبر جميع المنصات، بما في ذلك 5.5 مليون عملية شراء «دي أل سي»، مع عائدات تزيد على 110 مليون دولار؛ 40٪ من هذه المبيعات كانت لإصدار بلاي ستيشن 4 مع تقسيم الباقي بالتساوي تقريبًا بين جهاز الكمبيوتر وأجهزة إكس بوكس ون، إتبعت بايسونيكس أكثر من 25 مليون لاعب فريد بحلول يناير 2017م، بمتوسط 1.1 مليون لاعب يوميًا، ووصل إلى 220,000 لاعبا متزامنا في وقت واحد، وذكرت سوني أن «روكيت ليغ» كان العنوان الأكثر تنزيلًا من متجر بلاي ستيشن في عام 2016م، بحلول بداية عام 2018م، ارتفع عدد اللاعبين إلى أكثر من 40 مليون، وبعد ذلك وصل إلى 50 مليون بحلول سبتمبر 2018م.
بحلول مارس 2017م، ذكرت بسايونيكس أن روكيت ليغ قد باعت أكثر من 10.5 مليون نسخة عبر جميع المنصات، وكان لديها 29 مليون لاعب مسجل، مع حوالي ربع أولئك التي لعبوا لها خلال فبراير 2017م، قدر دنهام أن 70٪ من لاعبي اللعبة قد اشتروا بعض «دي أل سي» المقدم للعبة، ذكرت بسايونيكس أنه بحلول أبريل 2017م، قاموا ببيع أكثر من مليون وحدة من إصدار البيع بالتجزئة الفعلي لـ«505 جيمز»، إلى جانب 9.5 مليون من المبيعات الرقمية.

### جوائز

اعضاء شركة بسايونيكس في عرض GDC لعام 2016م

بعد عرض «إي 3» لعام 2015م، تلقت لعبة روكيت ليغ ترشيحات عديدة، وجوائز عدة، منها: «جائزة أفضل لعبة رياضية لإيثري»، ومن ناحية اللعب: «جائزة أفضل لعبة جماعية لإيثري».
في شهر ديسمبر لعام 2015م، في معرض "ذا غايم أوارد"، فازت لعبة روكيت ليغ بجائز لأفضل لعبة مستقلة ورياضة/سباق، وقد رشحت لجائزة أفضل لعبة فيديو جماعية في "ناتيونال أكاديمي أوف فيديو غايم تراد ريفيوز" لعام 2015م، اللعبة فازت ب"كونترول بريكيسون & غيم"، "أوريجينال سبورتس" ورشح ل"آرت ديركتشن، فانتازي"، وفي "دي.آي.سي.أي. أواردز" في فبراير، فازت روكيت ليغ بجائزة اللعبة الرياضية لهذا العام، وجائزة اللعب عبر الشابكة المعلقة، وجائزة "سبرايت" ل"دي.آي.سي.إي"، فازت بجائزة أفضل تصميم لعام 2016م، في "غايم ديفيلوبرز شويز أوارد، وفي نفس العام مع "أس إكس أس دبليو جايمينج"، فازت بجائزة "إكسكلانس مولتيبلاير"، وفازت روكيت ليغ بثلاث جوائز ل"بافتا جيمز أوارد" للعب الجماعي، الرياضة، والعائلة، ورشحت لجائزتان أخرتان، جائزة أفضل لعبة، وأفضل تصميم، وفازت أيضا في نفس السنة بجائزة اللعبة المتطورة مع "بافتا".

## وصلات خارجية
- الموقع الرسمي
- روكيت ليغ على موقع IMDb (الإنجليزية)